# بيدرينيت

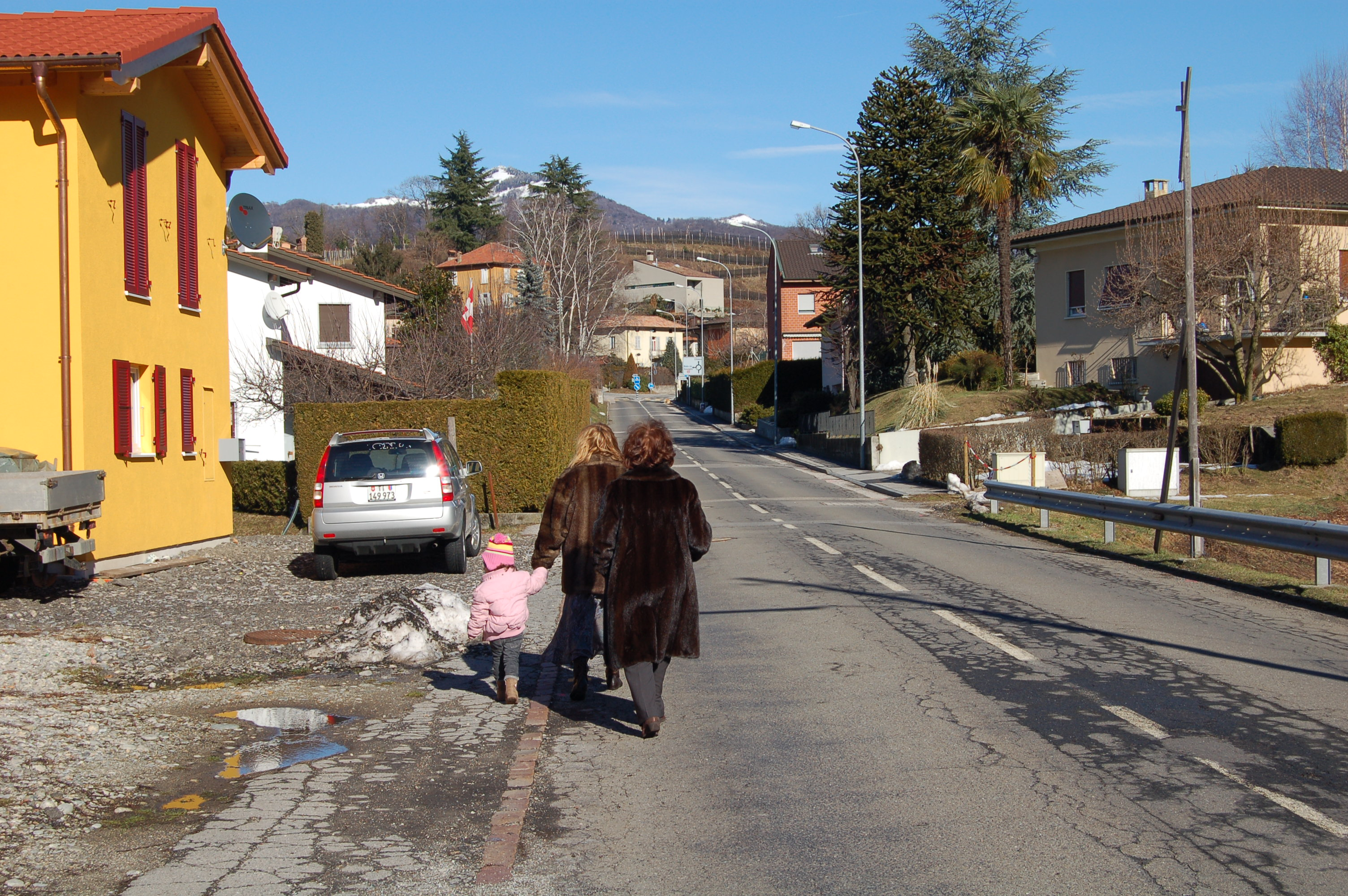

بيدرينيتهي قرية وبلدية سابقة في سويسرا.تم تجميع بلدية بيدرينيت جنبا إلى جنب مع سيسيليو	في بلدية شياسو في عام 1975، .
وتقع القرية فوق شياسو، على تلة بينز. بيدرينيت تقع إلى جنوب سويسرا. حول بيدرينيت هناك بعض الكروم .

## وصلات خارجية
- Pedrinate (Elexikon.ch)
- Statistics (Tessin Canton)

‌